# Incisura lytteltonensis
Incisura lytteltonensis là một loài ốc biển, a keyhole limpet, là động vật thân mềm chân bụng sống ở biển trong họ Fissurellidae and slit limpets.